# Achillée millefeuille
Achillea millefolium
Pour les articles homonymes, voir Mille-feuille (homonymie).
Espèce
Statut de conservation UICN

 LC  : Préoccupation mineure
L'Achillée millefeuille  ou la Millefeuille (Achillea millefolium L.) est une espèce de plantes herbacées vivaces de la famille des Astéracées, cosmopolite dans l'hémisphère Nord. C'est une plante comestible dont on peut utiliser les feuilles (à goût astringent et à faible odeur camphrée) et l'une des plantes le plus couramment utilisées en médecine traditionnelle depuis plus de 3 000 ans.

## Étymologie et dénominations
Selon la légende colportée par Pline, naturaliste romain du Ier siècle apr. J.-C., son nom lui vient d'Achille, héros de la mythologie grecque blessé au cours de la guerre de Troie, qui s'en servit pour guérir sa plaie et celles de ses soldats, d'où son autre nom d'« herbe du Soldat ». (Achille meurt cependant d'une flèche empoisonnée lancée par Pâris. Ce dernier a-t-il utilisé la vénéneuse parisette, l'herbe de Pâris, ou simplement l'arsenic ?)
La plante possède plusieurs noms vernaculaires : herbe à dindes, herbes à dindons, persil à dinde, herbe aux charpentiers, herbe aux cochers, herbe aux militaires ou au soldat, herbe à la coupure ou saigne-nez. C'est l'une des herbes de la Saint-Jean, aussi dite herbe de Saint-Joseph et herbe des menuisiers, sourcils de Vénus.

 Nommée Yarrow par les anglophones, et Biranjasipha, Gandana, Gandrain, Puthkanda, Bhut Kesi (en Hindi), Bimjasif (en Joshimath), Rajmari (en Konkani), Rojmaari (en Marathi), Achchilliya (en Tamil), Tukhm gandana, Buiranjasif et Brinjasuf (en Urdu) dans le sous-continent indien.

## Caractéristiques

### Appareil végétatif

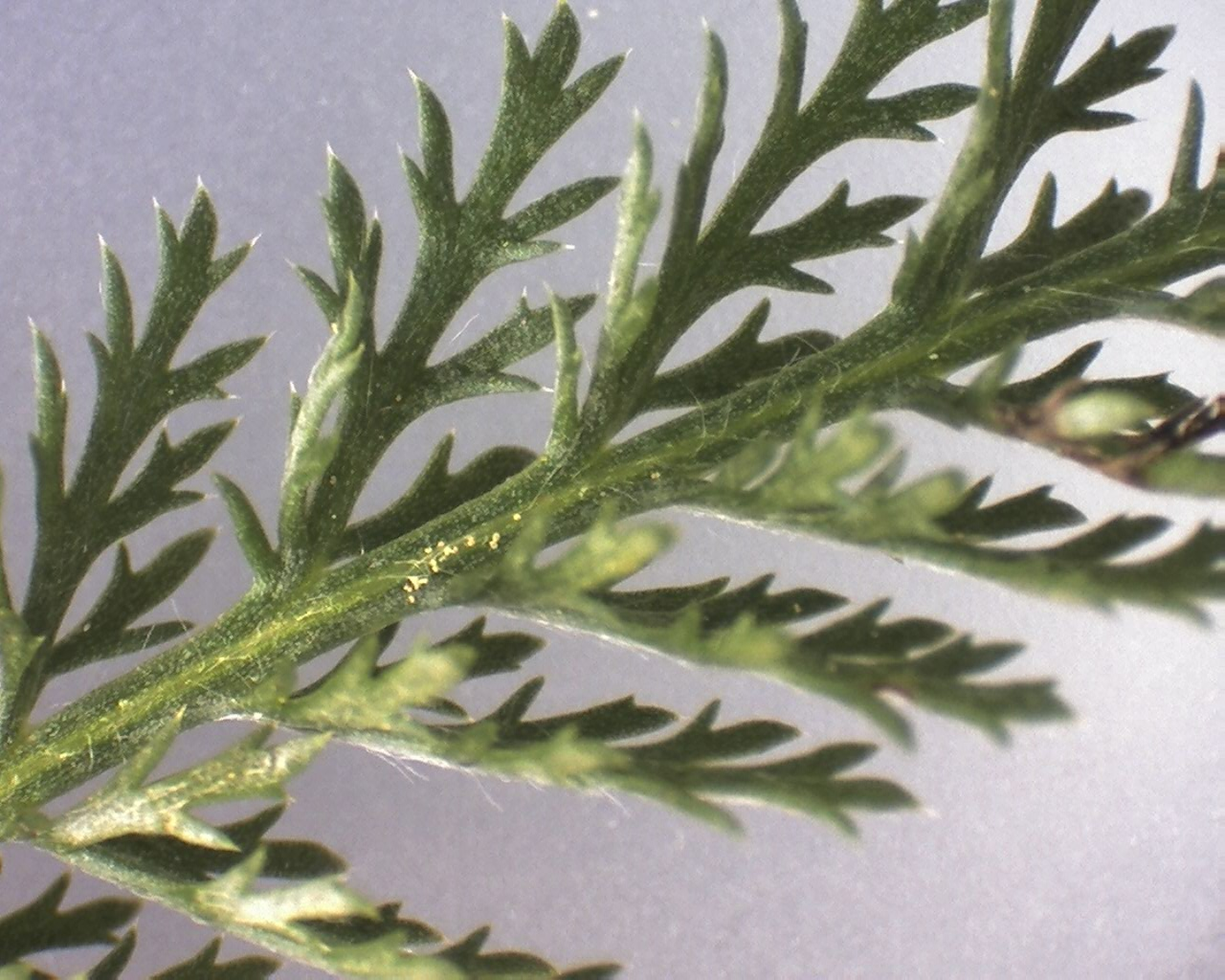
Feuille, détail.

C'est une plante rhizomateuse vivace vigoureuse, à longue durée de vie. Elle se présente d’abord sous forme de touffes de feuilles, ayant progressivement tendance à tapisser le sol grâce à ses nombreux petits rhizomes très étendus. Son rhizome traçant noir porte des tiges sillonnées de 2 mm de diamètre, variant de 10  à   100 cm (plus généralement de 50 à 80 cm). Ces tiges sont uniques ou en groupe peu dense, à port dressé. Elles sont peu ramifiées et portent des poils laineux, courts et blanchâtres.
Les feuilles sont allongées, vert foncé, alternes, aux deux faces pubescentes, finement bipennatilobées (doublement pennées), découpées en fines lanières courtes (37 à 51 divisions principales situées sur des plans différents). Elles sont plus longues et pétiolées à la base (avec une base embrassante mais ne formant pas d'oreillette), plus courtes et sessiles au sommet. Elles mesurent de 2 à 15 cm de longueur pour une largeur de 0,6 à 3 cm. Elles dégagent une odeur légèrement camphrée.

### Appareil reproducteur

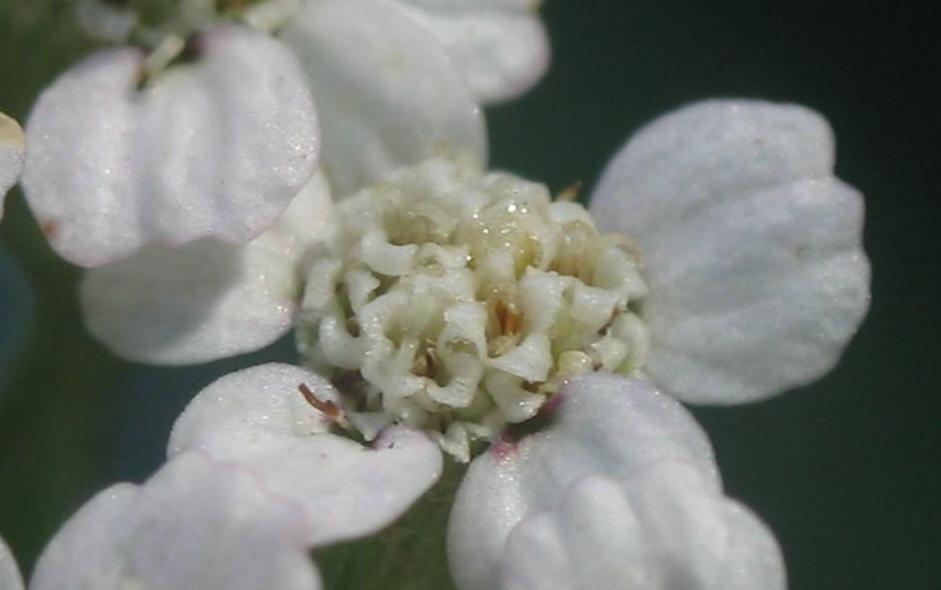
Détail de l'inflorescence.

La floraison a lieu de mai à octobre.
Comme tous les membres de la famille des Astéracées, les « fleurs » sont en fait des capitules de 5 mm de diamètre souvent blanches, roses ou pourpres sur les bords (fleurons ligulés zygomorphes), alors que les fleurons du centre (fleurons tubulés actinomorphes) sont blanc-jaunâtre à jaunes. Ces capitules, qui apparaissent sur les réceptacles inflorescentiels aux sommets des tiges, forment des corymbes au sommet aplati ou un peu bombé.
Chaque fleur est entourée d'un involucre ovoïde formé de bractées poilues, ovales avec une extrémité obtuse, bordées d'une marge pâle ou brunâtre, ces bractées restant appliquées contre les akènes à maturité. Les bractées forment un pseudo-calice involucral, tandis que les cinq ligules constituent une pseudo-corolle.
Chaque capitule mesure environ 5 ou 6 mm de diamètre et sont précédés d'un involucre aux bractées imbriquées comme les tuiles d'un toit. Le capitule contient généralement 5 fleurons ligulés, ne comprenant que des organes reproducteurs femelles, de 2 ou 3 mm de long, blanc ou parfois rose, rarement rouge. Ils entourent de 10 à 30 fleurons tubulés hermaphrodites, crème à jaunâtre. Tous les fleurons présentent un ovaire infère, dont le style se termine par un stigmate bifide.
Leur fécondation est entomogame. Le fruit est un akène oblong, aplati, dépourvu de soies, enfermant une petite graine de 2 mm de diamètre.

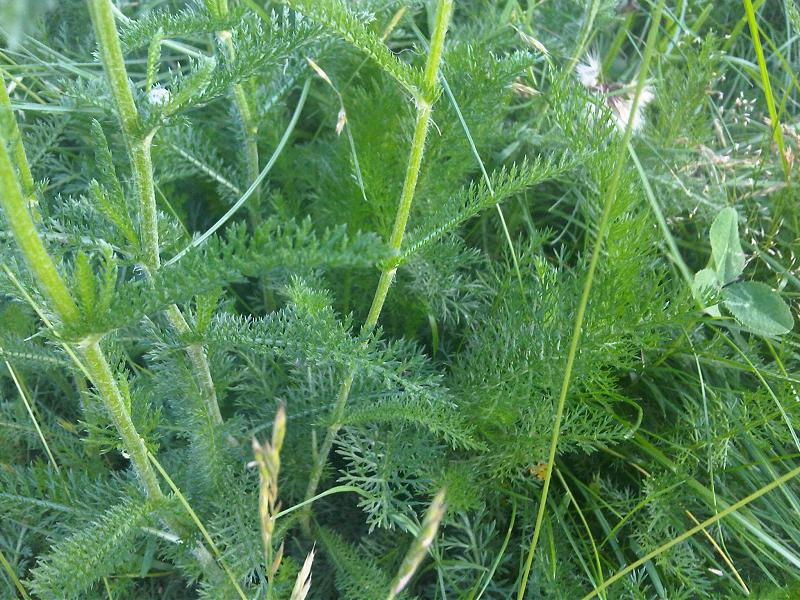
Détail de la tige et des feuilles d’achillée millefeuille.
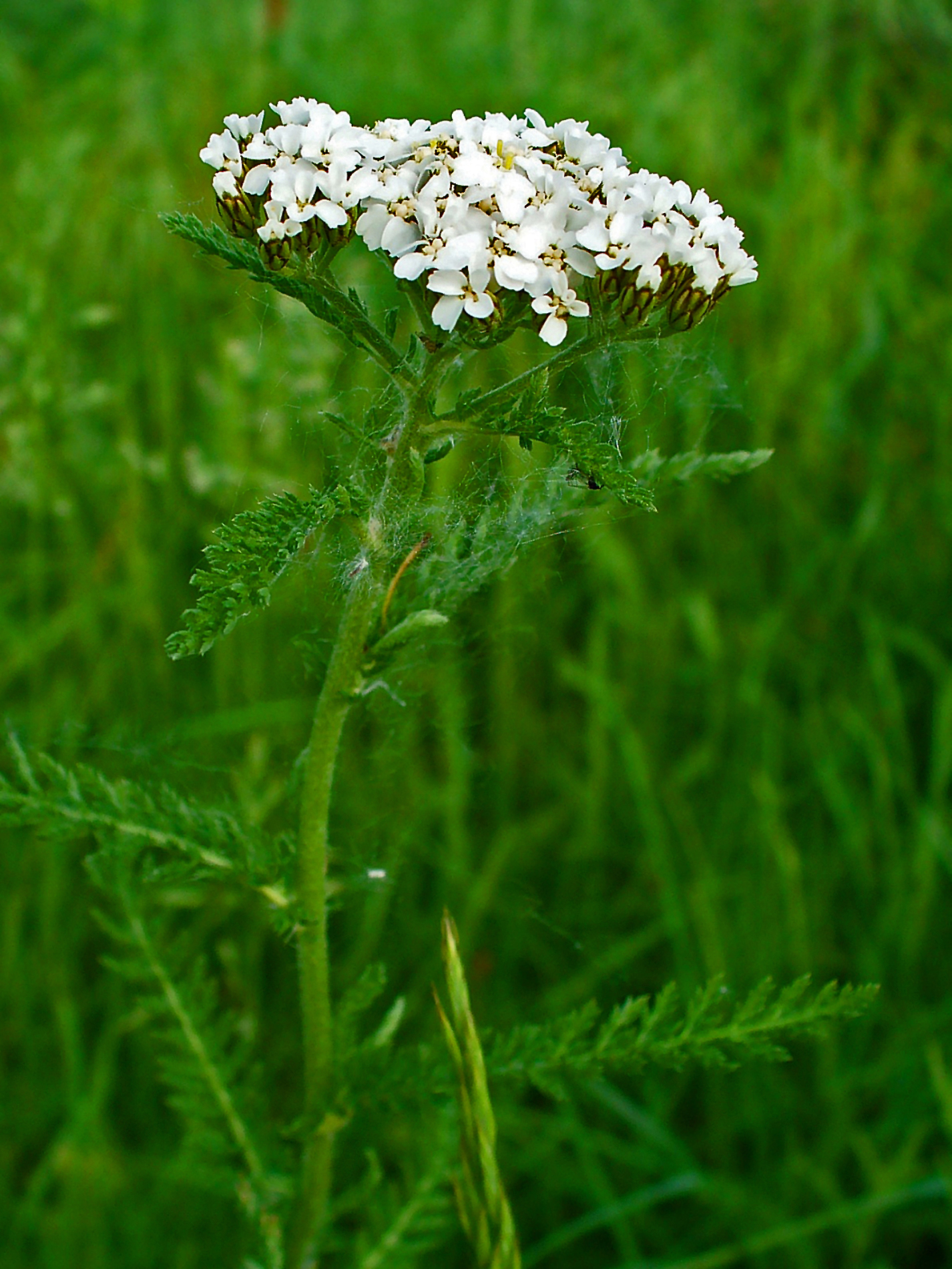
Inflorescence : corymbe de capitules à sommet aplati.
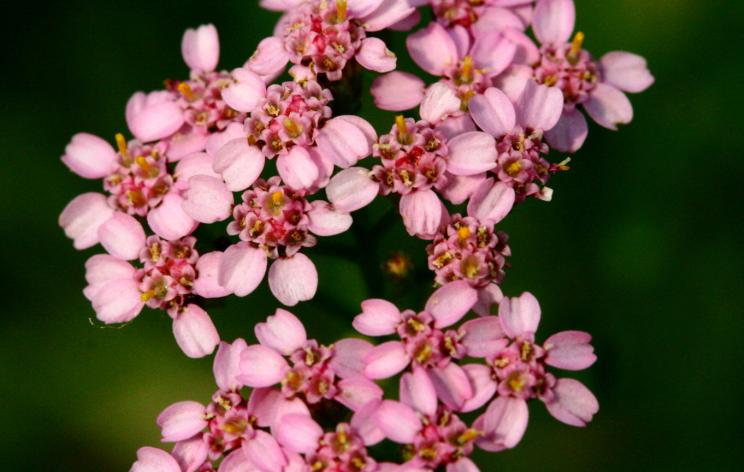
Achillée millefeuille à fleurs roses.
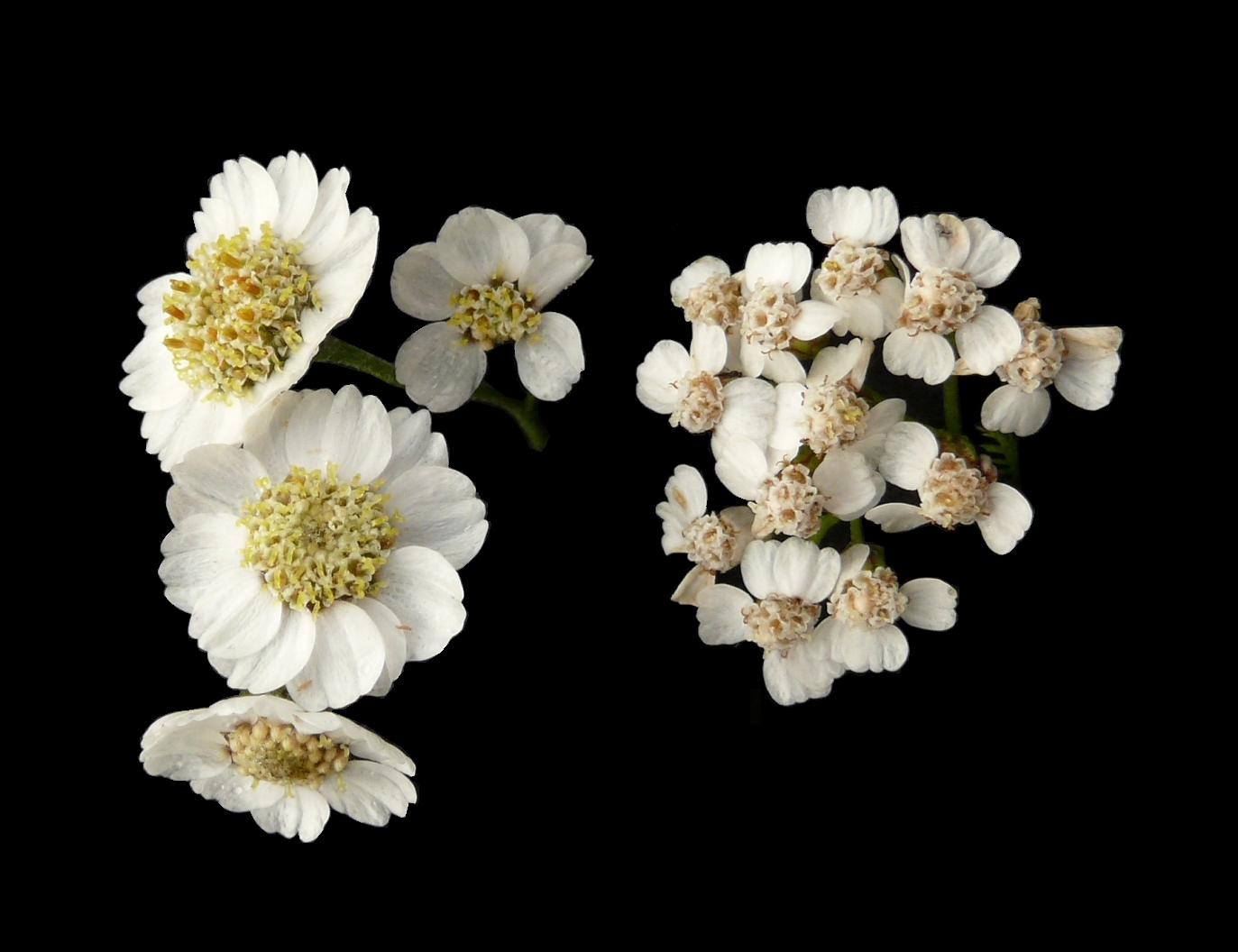
Détail de fleurs d’achillée ptarmique (à gauche) et d'achillée millefeuille (à droite).
- Vidéo d'une éristale des arbustes consommant le nectar et transportant de nombreux grains de pollen.
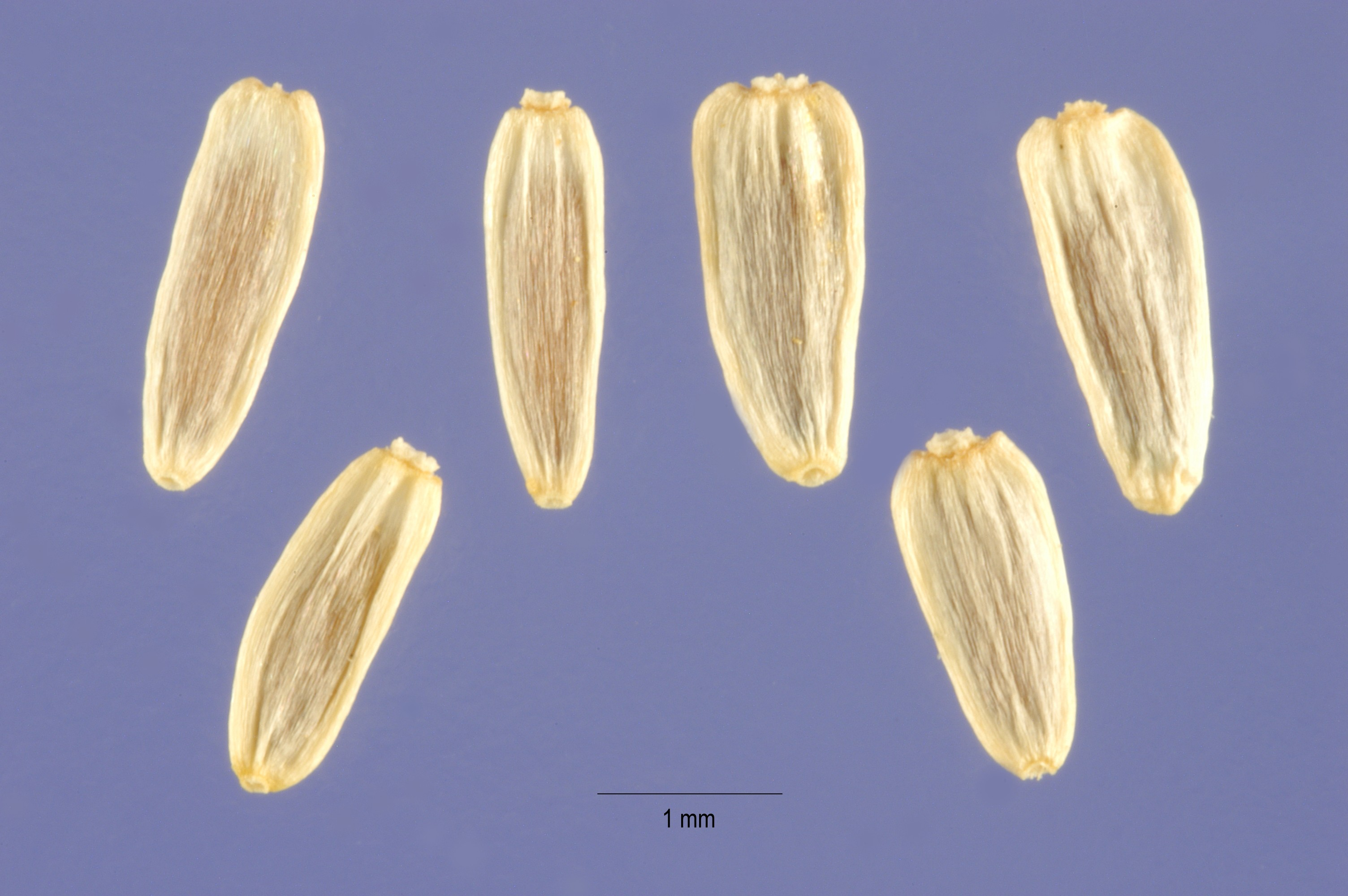
Akènes d’achillée millefeuille.

## Écologie
Cette espèce est cosmopolite dans l'hémisphère Nord. On la trouve en Eurasie et en Amérique du Nord.
Dans les Pyrénées, elle est présente aux étages collinéen à alpin.
Son habitat type est les prairies mésohydriques, mais la plante tolère la sécheresse grâce à son système racinaire étendu. Elle est ainsi une plante indicatrice d'un sol plutôt sec et peu calcaire, pouvant évoluer en prairie épaisse à fromental. Elle peut se faire parasiter par l'Orobanche pourprée.
Plante héliophile, elle tolère mal l'ombre. Elle pousse dans les zones à boisement peu dense (hêtraies-chênaies), sur les bords de route et les terrains vagues. Elle se comporte souvent en mauvaise herbe dans les lieux ouverts tels que pâturages, prairies, pelouses, bords de chemin et terrains vagues. Sa plasticité explique qu'on rencontre dans certaines pelouses fréquemment tondues, des formes basses de la plante dont la faible taille est due à des facteurs génétiques.
Cette plante est généralement peu appréciée par les bovins, mais peut être broutée par les caprins, les ovins ou certains cervidés. Cette plante est mellifère.

## Pharmacochimie
Les études phytochimiques des espèces d'Achillea ont montré que ce genre botanique biosynthétise de nombreux composants hautement « bioactifs ».
Les différentes parties de l'Achillée renferment notamment plus d'une centaine de composés chimiques connus (en 2000), dont :
- Huiles essentielles (eucalyptol, germacrane, camphre, chamazulène) l'azulène ne serait pas présent dans A. millefolium, mais dans des espèces voisines : A. lanulosa, A. collina ; par ailleurs l'azulène n'est pas présent dans la plante fraîche : il apparaît lors de la distillation des huiles essentielles[22].
- Flavonoïdes (apigénine-7-glucoside, artémétine, casticine, isorhamnétine, lutéoline-7-glucoside, rutine, 5-hydroxy-3,6,7,4-tetraméthoxyflavone)
- Alcaloïdes (achicéine, achilléine (synonyme potentiel de L-bétonicine), bétonicine, moschatine, stachydrine, trigonelline)
- Bases (bétaïne, choline)
- Polyacétylènes
- Monoterpènes (bornéol, acétate de bornyle, camphre, cinéol, limonène, sabinène, terpinène-4-ol, terpinéol, a-thujone) ; chez cette espèce, « les monoterpènes sont les métabolites les plus représentatifs, constituant 90 % des huiles essentielles par rapport aux sesquiterpènes »[10],
- Triterpènes et sesquiterpènes[23]
- Acides aminés (alanine, acide aspartique, acide glutamique, histidine, leucine, lysine, proline, valine)
- Acides gras (linoléique, myristique, oléique, palmitique, stéarique)
- Acide ascorbique
- Acide caféique
- Acide folique
- Acide salicylique
- Acide succinique
- Coumarines
- Tanins[22],[24]
- En 2006, les conjugués hydroxycinnamoyle et d'acide quinique (métabolites terminaux communs de la voie shikimate-phénylpropanoïde), et les dérivés d'acide féruloylcaféoylquinique VII n'avaient jusqu'alors été isolés que chez deux espèces du genre Achillea[25].
- Les parties aériennes des espèces Achillea contiennent de la proline VIII, de la stachydrine IX, la bétonicine X, la bétaïne XI et la choline XII, parmi les principaux composés azotés isolées[26],[27]. Les bétaïnes, contenant la charge positive permanente sur le groupement ammonium quaternaire, appartiennent à une classe importante de composés naturels qui fonctionnent comme des solutés compatibles ou des osmoprotecteurs[28] ; des composés qui se sont montrés immunosuppresseurs in vivo chez l'animal de laboratoire[29],[30].
- On a montré en 2005, que les infusions d'inflorescences, et mieux encore de feuilles des espèces du genre Achillea sont potentiellement sources d'antioxydants, pouvant prévenir ou contribuer à traiter des maladies liées à des dommages oxydatifs[31].

Certains effets pharmacochimiques de la plante peuvent être expliqués par une large gamme de métabolites actifs secondaires (ex : flavonoïdes, acides phénoliques, coumarines, terpénoïdes (monoterpènes, sesquiterpènes, diterpènes, triterpènes) et stérols (souvent trouvés chez les espèces d'Achillea).

## Usages

### Médecine

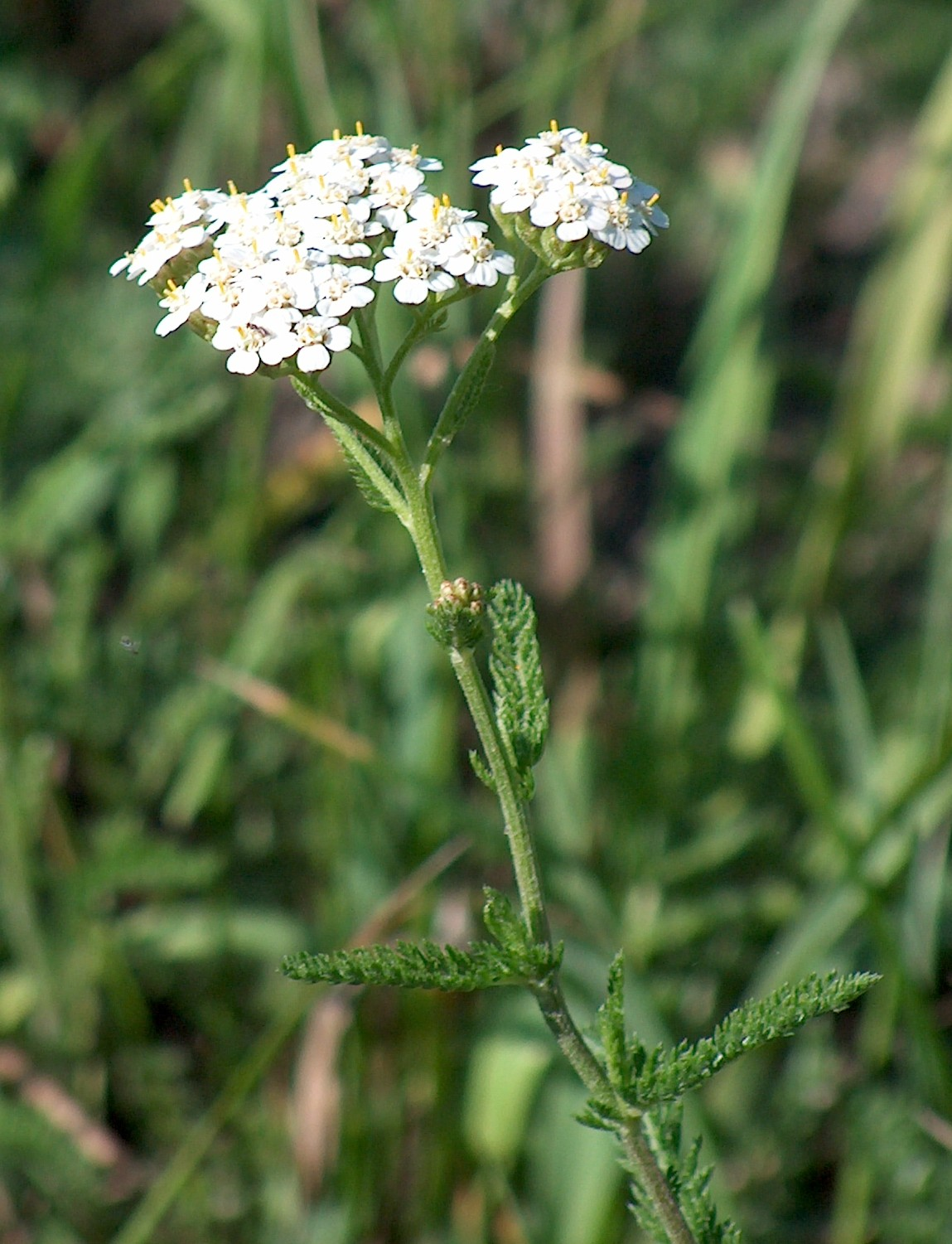
Achillea millefolium en fleur ;
c'est la sommité florale qui est la plus utilisée en phytothérapie.

#### Histoire des usages médicinaux
Cette plante a été trouvée dans une tombe néandertalienne découverte lors de fouilles archéologiques à Shanidar, en Irak. Les hommes de Néandertal semblaient avoir une pharmacie rudimentaire basée sur les plantes, et l'une des huit plantes identifiées au moyen des grains de pollen trouvés sur ce gisement était l'achillée,. Une analyse d'ADN a confirmé la présence d'ADN de cette plante dans de la plaque dentaire néandertalienne.
Le Grec Dioscoride (Ier siècle) fut le premier à mentionner la millefeuille comme une plante incomparable pour traiter les plaies saignantes ainsi que les ulcères anciens ou récents.
Pline l'Ancien, naturaliste romain du Ier siècle, cite Achille, héros de la mythologie grecque, qui s'en servit avec de la rouille pour guérir la blessure de Télèphe. Au IVe siècle, le médecin bordelais Marcellus Empiricus devait reprendre cette thèse pour recommander la millefeuille contre les saignements.
Dans la culture et littérature perses, où le nom Bumadaran désigne plusieurs espèces du genre Achillea, ces espèces sont dites toniques, anti-inflammatoires, antispasmodiques, diaphorétiques, diurétiques et emménagogues, cicatrisantes et utilisées contre la pneumonie, des douleurs rhumatismales,.
La plante est présente en Amérique du nord : au Nouveau-Mexique hispanophone, comme dans le sud du Colorado, l'espèce est nommée plumajillo (« petite plume ») et les Amérindiens, tout comme les premiers colons l'utilisaient pour son astringence favorisant la cicatrisation et l'anti-saignement.
Dioscoride préconisait les Achillea contre la dysenterie et de par le monde, plusieurs espèces d'Achilées ont été utilisées pour soigner le tractus gastrointestinal (peut-être parce qu'elles auraient aussi des propriétés antibactériennes).
Jusqu'au XIXe siècle, elle a notamment été utilisée pour accélérer la cicatrisation (dont gynécologique) et améliorer le système hépatobiliaire.
Durant la Première Guerre mondiale, elle faisait partie du « kit de première urgence » porté par chaque soldat qui pouvait soigner des blessures légères avec cette plante.
Elle a été utilisée pour la cicatrisation de plaies et saignements, contre les maux de tête, l'inflammation, certaines douleurs (analgésique), les flatulences et la dyspepsie, le diabète, ou comme cholagogue, antitumoral, antioxydant, antifongique, antiseptique et protecteur du foie (limitant les effets de la cirrhose) ; supposément en raison de ses teneurs en huiles essentielles (sesquiterpènes, composés phénoliques, etc.), notamment selon Karamenderes et Apaydin (2003)  ; Stojanovic et al.(2005) ; Cavalcanti et al. (2006) ; Si et al. (2006) ; Tajik et al. (2008) ; Lazarevic et al. (2010) ; Fierascu et al. (2015). On l'a aussi utilisée contre les maladies spasmodiques ; les premiers flavonoïdes antispasmodiques (cynaroside I et cosmosiine II) ont d'abord été isolés d'A. Millefolium L . Le premier proazulène naturel (achillicine III) a aussi été trouvé dans les organes floraux du genre Achillea.

#### Usages médicinaux traditionnels
Les trois grands systèmes de médecine traditionnelle d'Inde (Unani, Ayurveda et Siddha), l'utilisent comme anti-inflammatoire, analgésique, antipyrétique, diurétique, emménagogue et anthelminthique.
En Anatolie, certaines achillées (dont la millefeuille) en tisane servent traditionnellement à lutter contre les douleurs abdominales et les flatulences.
La médecine chinoise traditionnelle attribue 3 propriétés principales à l'achillée : le vent extérieur clair (diaphorétique), la carence en tonification (tonique) et le flegme cardiaque clair (antihypertenseur).
Sur le marché de la phytothérapie, cette plante est disponible sous forme de teintures, de capsules contenant des fleurs sèches ou de la poudre, ou en plante sèche pour tisanes et décoctions. Elle est aussi directement intégrée dans divers mélanges de thés ou tisanes industrielles, et comme ingrédient de phytothérapie (par exemple Amersan). A. millefolium peut aussi être utilisée en huile essentielle ou extrait hydroalcoolique, méthanolique et aqueux.
En France, l'utilisation médicinale traditionnelle de l'achillée millefeuille varie selon les régions sans rapport avec sa présence. Ainsi, cette plante fait partie des 20 plantes médicinales majeures en Moselle, mais elle n'est pas utilisée en Haute-Provence en dépit de sa grande abondance.
Les parties les plus utilisées de la plante sont les sommités fleuries (ou leur huile essentielle), considérées comme les plus actives, surtout utilisées contre la grippe, les hémorragies, dysménorrhées, diarrhées, hémostatique, gingivites,.
En France, selon l'Agence du médicament (1998), il est possible de revendiquer pour les sommités fleuries et par voie orale l'indication thérapeutique suivante : traditionnellement utilisé pour le traitement symptomatique des troubles et douleurs digestifs ; et en usage local : traditionnellement utilisé comme traitement d'appoint antiprurigineux ou adoucissant d'affections dermatologiques et de piqûres d'insectes.
Au niveau européen, le comité de l'EMA responsable d'évaluer les données scientifiques sur les produits végétaux (HMPC) retient les indications suivantes, sur la seule base de l'usage traditionnel de la plante : traitement des pertes d'appétit temporaires, des troubles gastro-intestinaux légers, des crampes mineures associées aux menstruations, et des petites blessures superficielles,.

#### Évaluationin vitroet sur l'animal
Certaines des propriétés de l'achillée millefeuille sont étayées par des études in vitro ou sur modèle animal, comme en 2011 un effet anxiolytique pour son extrait hydro alcoolique ou en 2018 un effet antidiabétique.
Les propriétés anti-hémorroïdaires et anti-inflammatoires des sommités fleuries de la plante ont été constatées in vitro et sont attribuées à des principes actifs, tels que les lactones sesquiterpèniques (comme l'achillicine) et le chamazulène,. Leurs propriétés antispasmodiques, observées in vitro également, sont attribuées aux flavonoïdes, et leurs effets antibactériens sont attribués à l'huile essentielle (qui semble par exemple pouvoir être utilisée contre l'acné).

#### Évaluation clinique
Un essai clinique publié en 2012 n'a pas trouvé d'effet statistiquement significatif de la poudre d'A. millefolium (1,5 g de fleur séchée, 3 fois par semaine) pour diminuer le taux plasmatique d'oxyde nitrique chez des insuffisants rénaux chronique. Les auteurs suggèrent toutefois qu'un effet marginal pourrait exister.
En 2015, un essai clinique (randomisé en double aveugle) a conclu que l'infusion de poudre de fleurs d'A. millefolium atténuait l'intensité de la douleur de la dysménorrhée primaire.
Un essai clinique publié en 2015 a conclu que le distillat d'A. millefolium (en bain de bouche/gargarisme) 4 fois par jour, pouvait significativement réduire la gravité de la mucite (mycose) de la bouche induite par la chimiothérapie.

#### Contre-indications
L'usage de l'Achillée millefeuille est contre-indiqué pendant la grossesse et l'allaitement,, ainsi que chez les personnes allergiques aux Astéracées. L'AEM estime par ailleurs qu'il n'est pas possible de recommander l'usage des préparations à base d'achillée pour les enfants de moins de 12 ans, en raison d'un manque de données adéquates.

#### Antiparasitaire?
Il a été récemment constaté plusieurs effets antiparasitaires de composés de cette plante, principalement dans des études in vitro. Des résultats positifs dans ce type d'étude ne présagent cependant pas d'une efficacité in vivo (dans un organisme vivant au fonctionnement complexe et où les agents pathogènes sont plus difficiles à atteindre), ni ne donne d'information sur une éventuelle posologie et une voie d'administration efficace de la forme galénique étudiée.
- contre un agent de la malaria : en 2020 l'extrait méthanolique et ses composés ont été criblés pour l'activité antiplasmodiale contre des souches sensibles à la chloroquine (D10) de Plasmodium falciparum, responsable de la malaria. L'extrait au méthanol n'a pas induit une mortalité de 50 % contre la souche D10 mais a montré une activité mesurable contre la souche W2 résistante à la CQ. Cet effet anti-parasitaire in vitro semble dû à l'apigénine 7-O-glucoside et à la lutéoline 7-O-glucoside contre les deux souches de P. falciparum[72]. En 2008, 11 flavonoïdes ont été étudiés pour leur capacité à inhiber in vitro la croissance du parasite responsable du paludisme intraérythrocytaire (à la fois sur des souches encore sensibles à la chloroquine et sur des souches devenues résistantes). La lutéoline est le composant qui a été la plus efficace pour empêcher la croissance du parasite[73].
- contre l'agent de la leishmaniose : en 2010, l'huile essentielle des feuilles et des fleurs d'A. millefolium a été testée in vitro pour son activité contre Leishmania amazonensis (promastigotes et amastigotes), et dans la même étude contre une lignée de macrophages murins[74]. Nilforoushzadeh et coll. (2008) ont testé l'efficacité d'A. Millefolium (en la comparant à un extrait hydroalcoolique de propolis et à un traitement systémique à l'antimoniate de méglumine) en application cutanée contre les ulcères due à cette maladie chez la souris (n = 9), avec une certaine efficacité[75].
- contre un agent de la trypanosomiase : l'huile essentielle d'A. millefolium a été testée in vitro comme antitrypanocide contre les formes épimastigotes et trypomastigotes de Trypanosoma cruzi, avec une certaine efficacité[76].
- contre la babésiose (Babesia gibsoniis, protozoaire qui détruit les globules rouges du chien, transmis par des tiques). Parmi 24 extraits aqueux de plantes traditionnellement utilisées comme antipaludéen à Java, A. millefolium était l'une des six espèces montrant une forte activité inhibitrice in vitro (plus de 80 % d'inhibition à 1 mg/mL)[77].
- en 2011, Ebadollahi et Ashouri ont montré qu'une fumigation d'huile essentielle d'A. millefolium était efficace contre les adultes de Plodia interpunctella, une mite alimentaire (mortalité de 100 % à des concentrations de 50, 65 et 80 μL. La CL50 était de 34,80 μL/L après 24 h de fumigation).

### Cuisine
Ses jeunes pousses, ses fleurs et ses feuilles sont comestibles, elles dégagent une saveur amère et intense. Elles seront généralement utilisées comme condiment dans les salades, les soupes ou les omelettes, plutôt que comme plat principal,. Ses fleurs qui dégagent une odeur légèrement camphrée parfument les crèmes et les flans.
En cuisine, Lancelot de Casteau la cite dans son Ouverture de cuisine parmi les herbes qu'il faut pour faire des omelettes aux fines herbes.
En Europe du nord-ouest (Allemagne, Belgique, Grande-Bretagne), l'achillée millefeuille entrait dans la composition d'un mélange, le gruit, servant à parfumer la bière, utilisé du Moyen Âge jusqu'au XVIe siècle puis tombé en désuétude avec la généralisation de l'usage du houblon.
Selon une étude publiée en 2008 dans International Journal of Agriculture and Biology, ses graines ont une haute teneur en huile riche en acide linoléique (acide gras polyinsaturé essentiel), qui en fait une source potentielle d'huile comestible.
Attention, cette plante peut être facilement confondue avec des Apiacées toxiques telle que la ciguë.

### Autres usages
Cette plante est une source récente de colorant naturel (teinture de la laine), grâce à sa teneur en flavonoïdes (lutéoline V et de l'apigénine VI) et il a été estimé qu'elle a un « bon potentiel agronomique en tant que colorant naturel en Iran ».

## Culture et jardinage
L'Achillée millefeuille a fourni de nombreuses variétés horticoles, aux fleurs différemment colorées:
- Appleblossom
- Brilliant
- Cassis
- Cerise Queen
- Cherry Red
- Citrona
- Fire King
- Flamingo
- Heidi
- Judith
- Lilac Beauty
- Little Moonshine
- Paprika
- Red Velvet
- Rosalie

Ces cultivars sont très prisés dans les jardins ensoleillés, car les achillées sont reconnues pour leur bonne tolérance à la sécheresse. On lui connaît peu de problèmes d'insectes et maladies.
Cette plante à stolons peut être utilisée comme couvre-sol sur de grandes surfaces. Elle permet alors de s'affranchir de la tonte nécessaire à un gazon classique.
Le jardinier peut confectionner un produit phytosanitaire avec ses fleurs, après une infusion à froid de 24 heures, pour renforcer le pouvoir fongicide et insecticide de préparations de type purin d'orties (ou d'autres plantes).
L’achillée millefeuille facilite aussi le compostage.

## Toxicité, effets secondaires, allergénicité
Les risques posés par une exposition à long terme aux extraits d' A. millefolium n'ont pas fait l'objet d'études systématiques.
La Food and Drug Administration l'a classée « non toxique » et l'a approuvée comme composant de boissons alcoolisées (Guédon et al., 1993), mais quelques effets toxiques ou allergiques ont ensuite été signalés chez l'homme et lors d'expériences animales[réf. souhaitée].
Comme toute huile essentielle, ce type d'extrait d' A. millefolium doit être utilisé avec précaution. Un test a montré in vitro une génotoxicité chez une souche diploïde hétérozygote d' Aspergillus nidulans, ce qui a fait suggérer aux auteurs de tester l'huile essentielle d'A. millefolium avec des cellules de mammifères.
En 2006, chez des rats Wistar, des examens biochimiques et histopathologiques ont montré que l'extrait aqueux d'A. millefolium jusqu'à 10 g / kg par voie orale et jusqu'à 3 g / kg par voie intrapéritonéale n'ait pas d'effets en termes de mortalité supplémentaire. De même à plus long terme, jusqu'à 1,2 g/kg/jour par gavage durant jusqu'à 90 jours aucun signe de toxicité significative n'apparaissait. De légères modifications du poids du foie, du cholestérol sanguin et des taux de glucose ont été observées, mais non-corrélées à la dose, ni à la période d'exposition, et ne suggérant pas de toxicité.
Exposés 90 jours (par gavage oral) à l'extrait aqueux de feuilles d'A. millefolium par Dalsenter et al. (2004), des groupes de rats Wistar mâles adultes ont reçu respectivement 0,3, 0,6 et 1,2 g/kg/jour de cet extrait). Uniquement à 1,2 g/kg/jour, le nombre de spermatozoïdes anormaux augmentait, mais sans autre changement important dans les autres paramètres de reproduction (nombre de spermatozoïdes et de spermatides). Une activité œstrogénique/anti-œstrogène de l'extrait a été recherchée (après un traitement de 3 jours de rats femelles immatures), il n'a pas révélé d'effets utérotrophes. Ces résultats ne montrent aucun risque reprotoxique à long terme, aux doses d'A. millefolium couramment consommées par l'homme.
En 1994, Graf et al. testent (chez la mouche Drosophila melanogaster exposée à de l'extrait de tisane d'A. millefolium ; 20 et 40 %) d'éventuelles mutations somatiques et de recombinaisons génétiques. Ils concluent que cette infusion est faiblement génotoxique, peut-être en raison de sa teneur en flavonoïdes.
En 1998, Montanari et al. constatent chez la souris mâle que l'extrait éthanolique administré par voie intrapéritonéale à 200 mg/kg/jour, et un extrait hydroalcoolique administré oralement à 300 mg/kg/jour altèrent la spermatogenèse avec notamment des nécroses de cellules germinales.

En 2003, chez le rat, l'administration quotidienne d'extrait éthanolique d'A. millefolium (2,8 g/kg/jour), les jours 1 à 8 ou 8 à 15 de la gestation chez des femelles (soit 56 fois plus que la dose humaine quotidienne recommandée de 50 mg/kg de poids corporel) n'a montré aucun effet contraceptif, abortif, ni tératogène.
En 2003, les effets d'infusions d'A. millefolium sur les chromosomes et le cycle cellulaire ont été testés sur des cellules apicales d'Oignon (Allium cepa L.) et sur des lymphocytes du sang périphérique humain : aucune altération statistiquement significative n'a été trouvée, par rapport aux témoins non traités.

### Allergénicité?
Bien qu'elle ait certains effets anti-allergiques (en 2006, une étude a montré l'efficacité d'huile essentielle ou d'extraits d'Achillée millefeuille pour significativement atténuer l'effet des piqures de moustiques par exemple), certaines personnes se montrent allergiques à cette plante (et souvent alors à d'autres plantes de la même famille).
Une dermatite de contact survient chez les personnes réactives aux composés sensibilisants de tyme guaianolides (sous-catégorie des sesquiterpénoïdes) et en particulier l'alpha-peroxyachifolide, qui compose jusqu'à 0,6 % des fleurs fraîches et 0,05 % des feuilles,,. Le taux de cet allergène/sensibilisant (peu stable) peut diminuer avec le séchage de la plante ou certains traitements.
En 2005, Shapira et al. ont testé l'efficacité de l'association de trois plantes : Sibirian ginseng, A. millefolium et Lamium album, sur la dermatite atopique (essai randomisé contrôlé par placebo) ; cette trithérapie n'a pas eu plus d'effets que le placebo.

## Aspects culturels et historiques
C'était une herbe sacrée pour les Chinois[réf. souhaitée]. Les druides, eux, s'en servaient pour prédire le temps[réf. souhaitée]. Chez les Amérindiens, l'achillée était un symbole de guerre[réf. souhaitée].
En Europe, au Moyen Âge, elle faisait partie des herbes de la Saint-Jean, une grande fête païenne pour célébrer le solstice d'été, conjurer le diable et les mauvais sorts. À cette occasion, on accrochait à sa porte, avec d'autres herbes, de l'achillée millefeuille pour se protéger de la maladie et de la mort[réf. souhaitée].

### Divination chinoise
Les tiges séchées de l'achillée sont utilisées comme bâtonnets au cours de l'achilléomancie, une technique divinatoire de l'Antiquité chinoise, particulièrement en faveur sous la dynastie Zhou.
Dans le système de croyance lié au taoïsme, les Chinois utilisent traditionnellement ces tiges pour interroger l'oracle du Yi King, par un système de manipulations répétitives aboutissant à l'obtention de symboles numériques correspondant à des hexagrammes du Yi King.
Le procédé, censé favoriser la concentration sur la question posée et une certaine « adéquation à l'instant », se veut symbolique du changement perpétuel des phénomènes de l'univers (transformation d'un hexagramme dans un autre).
En paléographie chinoise, le mot suàn « calcul » représente deux mains manipulant des tiges divinatoires. L'ancêtre du boulier chinois fut un abaque où les valeurs numériques étaient matérialisées par des bâtonnets ou baguettes à calculer.
D'un point de vue historique, l'achillée utilisée à l'origine était plutôt Achillea sibirica (ou Achillea alpina) dite achillée de Sibérie ou Achillée des Alpes.